# Bătășani, Vâlcea
Bătășani este un sat în comuna Valea Mare din județul Vâlcea, Oltenia, România.
Bătășani este un sat format din mahalalele Pielești și Tărcănești, cu o structură alungită, aproape regulată, de-a lungul terasei superioare din stânga râului Cerna, având doar câteva ulițe răsfirate nu prea regulat în Tărcănești, către culmea dealului.
Tot în acest sat se află ai Primăria comunei Valea Mare, secția de Poliție, dispensarul comunal, poșta.
 Acest articol despre o localitate din județul Vâlcea este deocamdată un ciot. Puteți ajuta Wikipedia prin completarea lui.